# Kostelec (hradiště)
Kostelec je pravěké či raně středověké hradiště v Královéhradeckém kraji. Nachází se na východním okraji vesnice Kostelec v okrese Jičín. Dochovaly se z něj nevýrazné terénní stopy opevnění.

## Historie
Doba vzniku hradiště objeveného v roce 1995 je nejasná. Nalezené keramické střepy pochází z jedenáctého nebo dvanáctého století (mladší doba hradištní), ale neumožňují datovat vznik opevnění, které tak může být i pravěkého původu. Pokud vzniklo až v raném středověku, stalo se tak nejspíše v osmém či devátém století, protože v pozdějších obdobích vznikala hradiště takové velikost jen výjimečně.

## Stavební podoba
Hradiště s rozlohou přesahující třináct hektarů bylo postaveno na nevýrazném návrší s pomístním názvem v Krkavčích nebo V Krkavici. Bylo opevněno hradbou dlouhou téměř 1500 metrů, ze které se zachoval z větší části rozoraný val. Hradbu na vnější straně lemoval příkop, jehož pozůstatky jsou patrné na severozápadní a jihovýchodní straně. Val se nejlépe dochoval na jižní straně, kde jeho výška dosahuje až 4,5 metru. Další příkop široký původně sedm až čtrnáct metrů členil vnitřní plochu.